# China Girl (romanzo)
China Girl (The Trail to Buddha's Mirror) è un romanzo dello scrittore statunitense Don Winslow, pubblicato in lingua originale nel 1992 e tradotto in italiano da Einaudi nel 2016.
È il secondo di una serie di cinque romanzi imperniati sul personaggio di Neal Carey, studente universitario di umili origini che svolge occasionali quanto difficili e rischiose indagini per conto di una misteriosa organizzazione chiamata "Gli amici di famiglia": è infatti preceduto dal romanzo London Underground e seguito da Nevada Connection
.

## Trama
Il romanzo è ambientato nel 1977, sette mesi dopo la conclusione delle vicende di London Underground.
Neal Carey si sta godendo una pausa dal lavoro per gli Amici di Famiglia: il suo lungo soggiorno nello Yorkshire nel cottage di proprietà di Simon Keyes è sia un premio che un esilio, dal momento che il ritrovamento di Allie Chase, oggetto della sua precedente indagine, non aveva reso felici tutte le parti in causa e aveva avuto rilevanti conseguenze politiche. Carey approfitta della tranquillità e del silenzio per lavorare sulla sua tesi di laurea incentrata sulle opere di Tobias Smollett.
Un pomeriggio piovoso, il suo padre putativo Joe Graham bussa alla porta del cottage per riportarlo al lavoro. Il caso è apparentemente semplice: raggiungere San Francisco, dove un importante biochimico di nome Robert Pendleton, specializzato in fertilizzanti, ha deciso di fermarsi dopo un convegno rifiutandosi di rientrare al lavoro e trattenendosi in una suite dell'Holiday Inn della Chinatown di Frisco in compagnia di Lila, una misteriosa ragazza cinese.
L'ipotesi di Graham è che la donna sia una prostituta prezzolata da un concorrente dell'AgriTech, l'azienda per cui Pendleton lavora, per cui Carey dovrebbe limitarsi a pagare la donna per andarsene e poi consolare Pendleton comportandosi da amico e convincerlo a tornare al lavoro a Raleigh.
Carey arriva a San Francisco poco dopo il trasferimento della coppia a Mill Valley, ove riesce a rintracciarli e scoprire che Lila si chiama in realtà Li Lan e non è una prostituta ma una pittrice. Fingendosi un appassionato d'arte cinese, il protagonista riesce a farsi invitare a cena da Olivia Kendall, la cui galleria d'arte ospita una mostra di Li, e conoscere di persona Li Lan e Pendleton.
Durante la serata Carey matura una cocente passione per la donna cinese e, dopo cena, in una vasca idromassaggio, Pendleton affronta Neil dicendogli di aver capito che non è altri che un uomo inviato dalla sua azienda per convincerlo a tornare al lavoro e ribadisce la sua intenzione di lasciare l'AgriTech per vivere con Li Lan.
La donna si unisce alla conversazione e pare intenzionata a mediare tra i due, quindi lei e Pendleton escono dalla vasca per rivestirsi, la donna promette a Carey che tornerà ma il protagonista viene invece mancato di poco da un colpo d'arma da fuoco, mentre la coppia e i Kendall fuggono.
In seguito, il suo superiore negli Amici di Famiglia Ed Levine comunica a Carey che il lavoro è finito perché Pendleton ha deciso di sua sponte di tornare all'AgriTech.
Una rapida verifica permette al protagonista di comprendere che ciò è falso e di nutrire seri dubbi sulla vera natura dell'azienda chimica.
Carey, credendo i due in pericolo e spinto dal violento innamoramento per Li Lan, si recherà a Hong Kong, ove scoprirà che sia la Tigre Bianca, un'organizzazione mafiosa con base a Taiwan, che la CIA sono sulle tracce della coppia.
Simms, l'uomo della ditta di Langley in Cina, dopo aver salvato Carey da un agguato a Hong Kong, lo informa che Pendleton non si occupa in realtà di fertilizzanti ma di diserbanti e che potrebbe essere utilizzato dal governo di Pechino per distruggere le piantagioni di oppio del Triangolo d'oro e mettere in ginocchio Taiwan, che ricava cospicue risorse dal commercio di oppio ed eroina.
È questa la verità? E che relazione c'è tra Li Lan e Pendleton, gli strascichi della sanguinosa Rivoluzione Culturale e la lotta di potere in corso in Cina dopo la morte di Mao tra seguaci duri e puri del vecchio presidente e i riformatori guidati da Deng Xiaoping? Provare a scoprirlo condurrà Carey a dover cambiare identità e affrontare periodi di prigionia, inoltre, l'amore per Li Lan lo priverà dell'abituale lucidità portandolo ad essere a volte una pedina nelle mani altrui.

## Personaggi
Neal CareyIl protagonista del romanzo. Nato poverissimo e praticamente senza famiglia nel West End di New York, ha incontrato a 11 anni Joe Graham che l'ha trasformato nel perfetto detective sotto copertura facendolo entrare nell'organizzazione degli Amici di Famiglia, che si è fatta carico del suo mantenimento e dei suoi studi.
Ora ha 24 anni, è laureando alla Columbia University e sta scrivendo la sua tesi sulle opere di Tobias Smollett in uno sperduto cottage nello Yorkshire quando Graham viene a chiamarlo per assegnargli un lavoro.
Joe GrahamUn curioso affiliato degli Amici di Famiglia, di cui è stato in passato il responsabile per New York. È un brevilineo uomo di mezza età di origini irlandesi con un braccio artificiale; malgrado l'apparente inadeguatezza fisica è un ottimo agente ed è stato il Pigmalione di Neal Carey, con cui ha instaurato un rapporto quasi paterno.
Ed LevineÈ l'allievo di Joe Graham, che ha poi scavalcat,o divenendo referente a New York degli Amici di Famiglia. È un trentacinquenne corpulento di origini ebree ed esperto di arti marziali. Odia Neal Carey perché ha avuto una relazione con la donna che è poi diventata la signora Levine ma forse anche per invidia.
Ethan KitteredgeUn banchiere di Providence, discendente di un'antica dinastia di custodi dei crediti e dei segreti delle più celebri famiglie del New England, è il capo degli Amici di Famiglia. Il suo hobby è navigare nella baia di Narragansett a bordo della sua barca, la Haridan.
Li LanDetta anche Lila, il suo nome è in realtà Xao Lan. È un'affascinante pittrice cinese che si innamora, apparentemente in modo inspiegabile, di Robert Pendleton. Carey si innamorerà di lei trasgredendo gli ordini degli Amici di Famiglia e intraprendendo un pericolosissimo viaggio a Hong Kong e nel Sichuan.
Robert PendletonÈ un biochimico, di alta corporatura e aspetto allampanato. Lavora per la AgriTech ed è uno specialista di fertilizzanti a base di pollina. Si innamora di Li Lan e insieme a lei decide di non rientrare alla sua azienda restando più del dovuto a San Francisco e poi spostandosi ad Hong Kong.
A. Brian CroweUno scultore di San Francisco, incontrato per la prima volta da Carey nel corso della sua prima visita in città, nel 1970. All'epoca era un bohemienne squattrinato e comunista, sette anni dopo, quando Carey lo ritrova, è diventato un artista di moda dopo la vendita di una sua opera a una multinazionale e vive in una lussuosa villa.
Mark e Ben ChinDue cugini, entrambi giovani, robusti e muscolosi, membri della Tigre Bianca, una pericolosa organizzazione criminale di Taiwan. Mark lavora a San Francisco, Ben a Hong Kong e sono entrambi sulle tracce di Li Lan e Pendleton
SimmsAgente della CIA di stanza in Cina, sostiene segretamente l'ala dei maoisti duri e puri contrapposti ai riformatori di Deng Xiaoping nella lotta al vertice del Partito e della nazione esplosa dopo la morte del Grande Timoniere.
Xao XijangIl segretario regionale del Partito nel Sichuan e uomo di fiducia di Deng Xiaoping, di cui condivide le idee riformatrici e le aperture alla privatizzazioni. La sua principale preoccupazione è l'agricoltura e la produzione alimentare, il suo obiettivo è poter ottenere tre raccolti di riso all'anno nel Sichuan, la regione che è chiamata la Ciotola di riso della Cina.
PengL'assistente di Xao Xijiang, affetto da sovrappeso e in apparenza devoto servitore del segretario regionale, le sue simpatie vanno però alla fazione dei maoisti duri e puri.
Xiao WuUn giovane laureato in Turismo, funge da guida di Neal Carey nel Sichuan. Il padre di Wu era un professore d'inglese che venne arrestato e umiliato durante la Rivoluzione Culturale, anche il giovane Wu è appassionato di letteratura e per questo motivo stringe una sincera amicizia con Carey, con il quale discute lungo delle opere di Mark Twain e in particolare de Le avventure di Huckleberry Finn.
Xao HongLa sorella di Li Lan, durante la Rivoluzione Culturale era diventata una militante delle Guardie Rosse e si era resa responsabile di atroci crimini.
ZhuDetto il Vecchio Zhu, malgrado abbia solo poco più di trent'anni, è il capo squadra produzione della colonia agricola di Dwaizhou, dove si sta sperimentando con successo la privatizzazione dei terreni agricoli.

## Edizioni
- Don Winslow, China Girl, collana Stile libero Big, traduzione di Alfredo Colitto, Einaudi, 2016,  p. 466, ISBN 978-88-06-21432-6.